# Andersen Viana
Andersen Viana (1962) è un compositore brasiliano.
Possiede il Dottorato in Musica-Composizione presso l'Università Federale di Bahia e ha iniziato l'attività come compositore all'età di 13 anni e come professore all'età di 19 anni. Lavora come maestro-compositore, produttore culturale e insegna diverse materie musicali nella Fundação Clóvis Salgado-Palácio das Artes e Musica di Cinema nella Escola Livre de Cinema, ambedue in Belo Horizonte – Brasile. Venne iniziato agli studi da suo padre Sebastião Vianna (revisore e assistente di Heitor Villa-Lobos) e in seguito ha studiato nelle Istituzioni musicali in Brasile, Italia e Svezia che qui seguono: UFMG, UFBA, Reale Accademia Filarmonica di Bologna, Arts Academy di Roma, Accademia Chigiana di Siena e Royal University College of Music in Stockholm.
Per la sua opera musicale ha ricevuto 23 premi in Argentina, Brasile, Europa e Stati Uniti, incluso il 1º Premio nel Concorso Internazionale di Composizione Susanville Symphony Composition Prize 2012-USA, 1º Premio nel Concorso Internazionale di Composizione “Lys Music Orchestra 2001” in Belgio, 1º Premio e il “Premio del Pubblico” nel “Concorso Internazionale di Composizione Lambersart 2006” in Francia. Nel suo attuale catalogo vi sono circa trecento opere musicali composte per voce, strumenti acustici ed elettronici. Per il cinema ha composto e prodotto musiche per i seguenti films: A Cartomante, Retalhos do Taquaril (Cláudio Costa Val), Bem Próximo do Mal, Jogando para o Amanhã, O Próximo Passo, Gun's Speech, Trem Fantasma, 3:00:AM (Sérgio Gomes), Corações Ardentes (Ray Evans), Filhos de Adão (Afonso Nunes), Perdidos em Abbey Road (Denis Curi), Vivalma (Rubens Câmara), Manuelzão e Bananeira (Geraldo Elísio), Ofélia (Fernanda Marçola), Opostos (Eduardo Rennó), Minas Portuguesa (Paulo Augusto Gomes), O Homem da Cabeça de Papelão (Carlos Canela), Condenado (Carlos Magno e Carlos Canela), Ser Humano (Fernando Pinheiro), Nego (Sávio Leite) e Overture (Jacob Møller).
Ha organizzato e diretto vari gruppi vocali e strumentali quali "Orquestra Experimental" (1983), "Septheto Rio" (1986), "Coro Pedagógico da Febem" (1991), "Coro del Centro Studi dell'Ambasciata del Brasile a Roma" (1993), "Coro da Cultura Inglesa BH" (1994), "Trio Barroco" (1994), "Orchestra Virtual" (1995), "Stockholm Nonet" (1996), “The Duo” (1997), “Coro da SMRU”, “Camerata Primavera” (2003), “A Cigarra e a Orquestra” (2006-2008) e o “Coral IOCHPE MAXION”(2009). Oltre che in Brasile, ha sviluppato progetti musicali nei seguenti Paesi: Argentina, Belgio, Bulgaria, Stati Uniti, Francia, Germania, Grecia, Honduras, Italia, Portogallo, Gran Bretagna, Repubblica Ceca, Russia e Svezia.